# Tetragnatha caporiaccoi
Tetragnatha caporiaccoi är en spindelart som beskrevs av Norman I. Platnick 1993. Tetragnatha caporiaccoi ingår i släktet sträckkäkspindlar, och familjen käkspindlar.
Artens utbredningsområde är Guyana. Inga underarter finns listade i Catalogue of Life.